# Piedmont Airlines (1948-1989)
Piedmont Airlines (IATA: PI, ICAO: PDT, Indicativo: Piedmont) fue una aerolínea importante en los Estados Unidos, que funcionó desde 1948 hasta sus operaciones se fusionaron en USAir en 1989. Su sede se encuentra en One Plaza Piedmont en Winston. Salem, Carolina del Norte, un edificio que ahora es parte de la Wake Forest University.
En abril de 1989, poco antes de que se fusionó con USAir, Piedmont contaba con 22.000 empleados y sirve 123 ciudades en 29 estados, Canadá, Bahamas y el Reino Unido, de los centros de operaciones en el este de Estados Unidos.

## Historia
La empresa que se convertiría en Piedmont Airlines, fue fundada por Thomas Henry Davis (1918 - 22 de abril de 1999), en Winston-Salem, Carolina del Norte en 1940 cuando Davis compró Camel City Flying Service y cambió el nombre por el de Piedmont Aviation originalmente. Operado como un servicio de reparación de aviones y una escuela de formación de pilotos en el Programa del Departamento de Guerra Civil formación de pilotos. En 1944, Davis presentó una solicitud para ejecutar un servicio de vuelos de pasajeros en el sureste. Después de varios años de cabildeo ante organismos gubernamentales y la lucha contra los desafíos legales de otras compañías aéreas, Piedmont recibió autorización para comenzar a volar el 1 de enero de 1948. El primer vuelo de la nueva aerolínea, de Wilmington, Carolina del Norte a Cincinnati, tuvo lugar el 20 de febrero de 1948. Davis creció en Winston-Salem, Carolina del Norte. Cuando era niño, amaba los aviones y, a menudo utilizado su asignación a tomar lecciones de vuelo. Tomó clases de pre-medicina en la Universidad de Arizona. Al mismo tiempo, trabajó como instructor de vuelo a tiempo parcial.

### Fundación
Como la mayoría de las compañías aéreas antes de la desregulación, Piedmont no ha utilizado un sistema concentrador. La línea aérea fue conocido por ofrecer servicio de jet en los aeropuertos relativamente pequeños y para conectar pares inverosímiles ciudad con vuelos de aviones privados. Ejemplos de esto incluyen vuelos sin escalas entre el chorro Kinston, Carolina del Norte, y Florence, Carolina del Sur, en Roanoke, Virginia, y Asheville, Carolina del Norte; Lynchburg, Virginia, y el aeropuerto de Nueva York LaGuardia; O'Hare de Chicago Aeropuerto Internacional de Bristol y / Kingsport / Johnson City, Tennessee, y Winston-Salem, Carolina del Norte, a Lynchburg, Virginia.
En sus comienzos, su sistema de rutas se extendía desde Wilmington, Carolina del Norte, al noroeste de Cincinnati, Ohio, con numerosas paradas intermedias. Rutas iniciales fueron operados con Douglas DC-3 avión.

### Expansión
Piedmont comenzó sus operaciones con el Douglas DC-3 y más tarde agregó el F27 Fairchild, el Martin 4-0-4 y el 227B Fairchild-Hiller FH a su flota principal de mediados de 1960.
Los aviones jet primeros en ser operados fueron 92 asientos Boeing 727, el primero que se entrega en 1967.Starting en 1968 ya través de la década de 1970 Piedmont utilizados construido en Japón NAMC YS-11A prop-jet y aviones Boeing 737-200 puro chorro aeronave.
Mayor capacidad de pasajeros Boeing 727-200 aviones fueron agregados a la flota a partir de 1977. Un Boeing 727 que compró a Piedmont Northwest Airlines Oriente era el avión que había participado en el secuestro de DB Cooper en el noroeste del Pacífico.
En 1955, la red se extendía desde Cincinnati y Louisville oriente a la costa de Norfolk a Myrtle Beach. A finales de 1978, aún en EE.UU. vía reglamento, las rutas de Piedmont llegó al norte de Nueva York, al oeste de Denver, Colorado, y al sur de Miami, Florida.

### Desregulación
A raíz de la desregulación rutas de la compañía a finales de 1970, la aerolínea creció rápidamente y desarrolló un hub-and-spoke con un centro de operaciones en Charlotte / Douglas International Airport en Charlotte, Carolina del Norte.

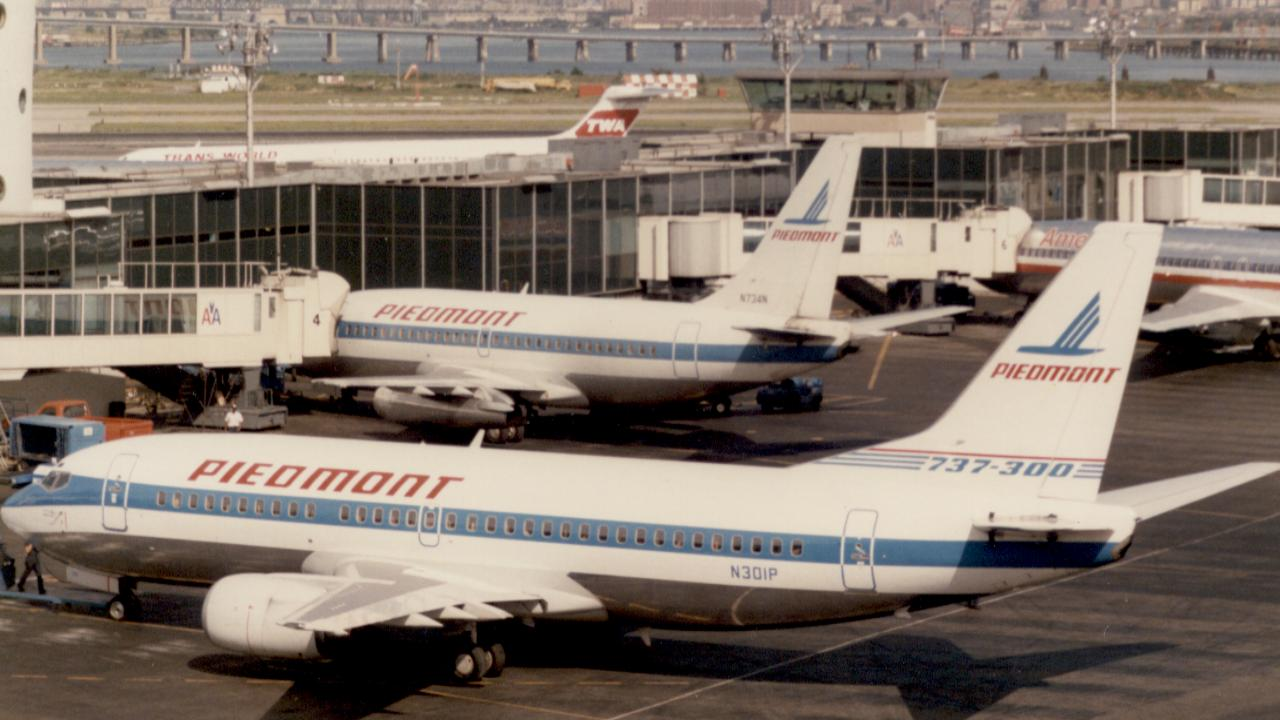
Un Boeing 737 de Piedmont Airlines en el Aeropuerto La Guardia

Piedmont compró Empire Airlines, una aerolínea con sede en Utica, Nueva York, en 1985. Aeropuertos posteriores incluyeron Baltimore / Washington International Airport, James M. Cox Dayton International Airport en Dayton, Ohio, y Syracuse Hancock International Airport en Siracusa, Nueva York. La extensión de la hoja de ruta del Piamonte también creció, con vuelos sin escalas a comienzos de la costa oeste de Charlotte y centros de Dayton durante la década de 1980. La compañía introdujo el servicio de primera clase por primera vez en su largo recorrido Boeing 727-200 aviones en 1987. Piedmont también comenzó a prestar servicio sin escalas desde Charlotte a Londres Gatwick Airport en el Reino Unido utilizando recientemente adquirido aviones Boeing 767. Poco antes de su adquisición por parte de USAir, Piamonte fue la primera aerolínea en anunciar la adopción del sistema de prevención de colisiones de tráfico a nivel de toda la flota.

### Absorbida por USAir
La expansión de Piedmont sistema de rutas, su siguiente pasajero leal, y su rentabilidad se ganó el aviso entre otras aerolíneas para una compra potencial. En agosto de 1989 Piedmont Airlines fue absorbida por USAir (antes Allegheny Airlines), que se había centrado previamente su red de rutas en torno a los estados del noreste. La aerolínea combinada se convirtió en uno de las mayores aerolíneas de la costa este. USAir posteriormente cambió su nombre por el de US Airways que luego se fusionó con America West Airlines.

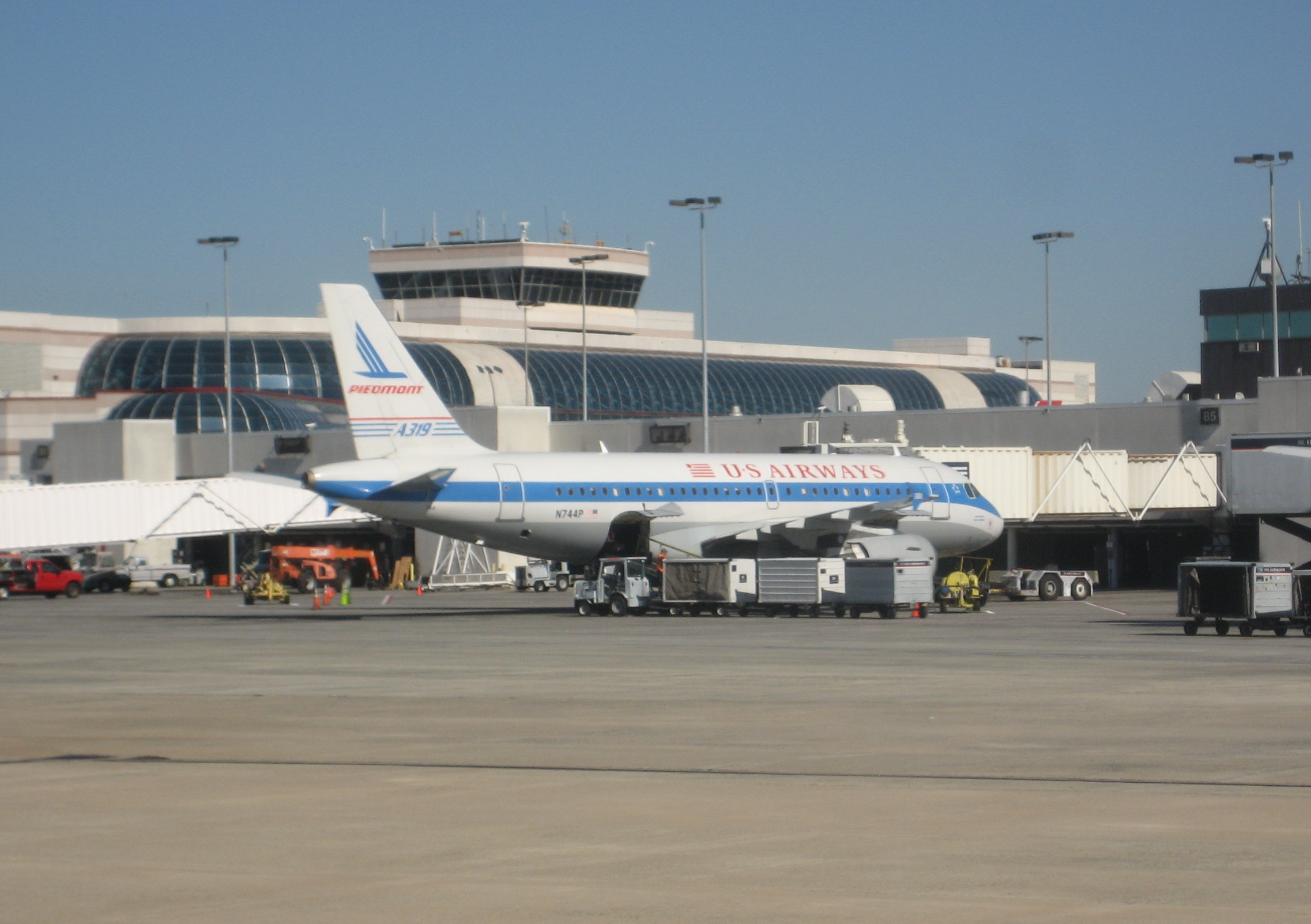
Un Airbus A319 de US Airways con la librea de Piedmont Airlines

Piedmont Airlines sigue existiendo como una marca dentro de US Airways, y en muchos otros lugares donde hacen negocios como US Airways Express.

## Accidentes
El 30 de octubre de 1959, Piedmont sufrió su primer accidente cuando el Vuelo 349 de Piedmont Airlines se estrelló contra la montaña Bucks Elbow cerca de Charlottesville, Virginia debido a un error de navegación, cuya causa sigue siendo objeto de controversia. Veintiséis de las 27 personas a bordo murieron.
El 19 de julio de 1967, Piedmont sufrió otro accidente fatal cuando el Vuelo 22, un Boeing 727, chocó con un Cessna 310 sobre Hendersonville, Carolina del Norte. La NTSB encontraron que el piloto del Cessna salió de la pista, colocando su avión en la trayectoria de el 727.